# Gageldwergbladroller
De gageldwergbladroller (Pammene luedersiana) is een vlinder uit de familie bladrollers (Tortricidae). De wetenschappelijke naam is voor het eerst geldig gepubliceerd in 1885 door Sorhagen.
De soort komt voor in Europa.